# 西魏行政區劃
西魏自北魏分裂後，繼承有三十三州，宇文泰在沙苑（今大荔縣南）一戰打敗高歡，乘勝率兵東進，佔領了山西、河南東魏的大片領土。爾後又趁南朝梁內亂，攻佔巴蜀之地與江漢之地，使西魏疆域擴大到四川和湖北一帶。西魏時將北魏時期負責地方軍政的行台及管理數州軍事的都督改稱為總管，其性質相當於北齊行臺。

## 行政區劃
| 州     | 首郡   | 治所                 | 備註 |
| ------ | ------ | -------------------- | ---- |
| 雍州   | 京兆尹 | 長安（今陝西西安）   |      |
| 華州   | 武鄉郡 | （今陝西大荔）       |      |
| 東義州 | 義川郡 | （今河南盧氏）       |      |
| 洛州   | 上洛郡 | 商縣（今陝西商州）   |      |
| 東雍州 | 華山郡 | （今陝西華縣）       |      |
| 淅州   | 南鄉郡 | （今河南淅川）       |      |
| 荊州   |        | 鄧縣（今河南鄧州）   |      |
| 義州   | 恒農郡 | （今河南三門峽市）   |      |
| 泰州   | 河東郡 | 風陵渡（今山西永濟） |      |
| 建州   |        | 車廂（今山西聞喜）   |      |
| 南汾州 | 高涼郡 | （今山西稷山）       |      |
| 汾州   | 義川郡 | （今陝西宜川）       |      |
| 北雍州 |        | （今陝西耀縣）       |      |
| 豳州   | 趙興郡 | （今甘肅寧縣）       |      |
| 南豳州 | 新平郡 | （今陝西彬縣）       |      |
| 北華州 | 中部郡 | （今陝西黃陵）       |      |
| 東夏州 |        | （今陝西延安）       |      |
| 綏州   | 綏德郡 | （今陝西綏德）       |      |
| 夏州   | 化政郡 | （今陝西靖邊）       |      |
| 西安州 | 五原郡 | （今陝西定邊）       |      |
| 靈州   | 普樂郡 | （今寧夏靈武）       |      |
| 朔州   |        | （今甘肅慶陽）       |      |
| 涇州   | 安定郡 | （今甘肅涇川）       |      |
| 原州   | 高平郡 | （今寧夏固原）       |      |
| 岐州   | 平秦郡 | （今陝西鳳翔）       |      |
| 秦州   | 天水郡 | （今甘肅天水）       |      |
| 東秦州 | 隴東郡 | （今陝西隴縣）       |      |
| 北秦州 | 清水郡 | （今甘肅清水縣）     |      |
| 南岐州 | 固道郡 | （今陝西鳳縣）       |      |
| 東益州 | 武興郡 | （今陝西略陽）       |      |
| 岷州   | 同和郡 | （今甘肅岷縣）       |      |
| 渭州   | 隴西郡 | （今甘肅隴西）       |      |
| 會州   |        | （今甘肅靖遠）       |      |
| 南秦州 | 仇池郡 | （今甘肅西和）       |      |
| 河州   |        | （今甘肅臨夏）       |      |
| 鄯州   | 西平郡 | （今青海樂都）       |      |
| 涼州   | 武威郡 | （今甘肅武威）       |      |
| 西涼州 | 張掖郡 | （今甘肅張掖）       |      |
| 瓜州   | 敦煌郡 | （今甘肅敦煌）       |      |
| 沃野鎮 |        | （今內蒙古杭錦後旗） |      |
| 鄧至   |        | （今四川九寨溝縣）   |      |
| 宕昌國 |        | （今甘肅宕昌）       |      |